# Попово-Саленцьке
Попово-Саленцьке (пол. Popowo Salęckie, нім. Pfaffendorf) — село в Польщі, у гміні Мронгово Мронґовського повіту Вармінсько-Мазурського воєводства.
Населення — 134 особи (2011).
У 1975-1998 роках село належало до Ольштинського воєводства.

## Демографія
Демографічна структура станом на 31 березня 2011 року:
|          | Загалом | Допрацездатний вік | Працездатний вік | Постпрацездатний вік |
| -------- | ------- | ------------------ | ---------------- | -------------------- |
| Чоловіки | 72      | 17                 | 54               | 1                    |
| Жінки    | 62      | 7                  | 42               | 13                   |
| Разом    | 134     | 24                 | 96               | 14                   |